# Lochhof
Lochhof ist ein Gemeindeteil des Marktes Schnaittach im Landkreis Nürnberger Land (Mittelfranken, Bayern). Lochhof liegt in der Gemarkung Hedersdorf.

## Lage
Die Einöde besteht aus einem Wohngebäude, einem Nebengebäude und es gibt zwei kleine Weiher. Im Norden schließt sich eine große Waldfläche mit dem Alten Rotenberg (506 m ü. NHN) an den Ort an und im Süden der Konradsbühl (396 m ü. NHN). Eine Gemeindeverbindungsstraße führt in südöstlicher Richtung bergab und dann entlang der Bundesautobahn 9 zur Staatsstraße 2241 (0,7 km) bzw. in westlicher Richtung nach Großbellhofen (1,3 km).

## Geschichte
Ursprünglich war der Lochhof ein Bauernhof, der zur Burg auf dem Alten Rothenberg gehörte. Er diente dem Unterhalt der dortigen Burgbewohner.
Mit dem Gemeindeedikt wurde Lochhof im Jahr 1808 dem Steuerdistrikt Hedersdorf und der Ruralgemeinde Hedersdorf zugewiesen. Im Zuge der Gebietsreform in Bayern wurde Lochhof am 1. Juli 1971 nach Schnaittach eingemeindet.